# VM i ishockey 2015
VM i ishockey 2015 var det 79. verdensmesterskab i ishockey, arrangeret af International Ice Hockey Federation. Mesterskabet havde deltagelse af 47 hold, der spillede VM-turneringer på seks forskellige niveauer.
Topdivisionen (tidligere kaldt "A-VM") med deltagelse af de 16 bedste hold blev afviklet i Tjekkiet i perioden 1. - 17. maj 2015 med Prag og Ostrava som værtsbyer. Det var 10. gang at Tjekkoslovakiet eller Tjekkiet var vært for VM i ishockey.
Mesterskabet blev vundet af Canada, som gik ubesejret gennem turneringen, og som i finalen besejrede de forsvarende mestre fra Rusland med 6-1. Triumfen var Canadas 25. VM-titel, men den første siden 2007, og sejren betød også, at holdets anfører, Sidney Crosby, blev det 26. medlem af Triple Gold Club.
Bronzemedaljerne gik til USA, som i bronzekampen besejrede værtslandet Tjekkiet med 3-0 i en kamp, hvor hjemmeholdets Jaromir Jagr i en alder af 43 år spillede sin sidste landskamp.
Mesterskabet gjaldt endvidere som den sidste kvalifikationsturnering til den olympiske ishockeyturnering i 2018, idet de otte bedste hold på IIHF's verdensrangliste efter turneringen sikrede sig en plads i OL-turneringen. De otte pladser gik til Canada, Rusland, Sverige, Finland, USA, Tjekkiet, Schweiz og Slovakiet.
Turneringerne på de øvrige fem niveauer blev spillet i løbet af april 2015:
| Niveau               | Hold | Værtsby   | Periode              |
| -------------------- | ---- | --------- | -------------------- |
| 1. division gruppe A | 6    | Krakow    | 19. - 25. april 2015 |
| 1. division gruppe B | 6    | Eindhoven | 13. - 19. april 2015 |
| 2. division gruppe A | 6    | Reykjavik | 13. - 19. april 2015 |
| 2. division gruppe B | 6    | Cape Town | 13. - 19. april 2015 |
| 3. division          | 7    | Izmir     | 3. - 12. april 2015  |

## Topdivisionen

### Værtsland
Værtskabet for mesterskabet blev endeligt placeret ved IIHF's årskongres den 21. maj 2010 i Köln. Den tjekkiske ansøgning fik 84 stemmer, mens den anden ansøger, Ukraine, måtte nøjes med 22 stemmer. Det er 10. gang at Tjekkoslovakiet eller Tjekkiet er vært for VM i ishockey.

### Arenaer
Den største af de to arenaer var O2 Arena i Prag, som blev bygget til VM 2004, og som havde plads til 18.000 tilskuere. Den anden arena var ČEZ Aréna i Ostrava, som blev bygget i 1986 og renoveret i forbindelse med VM i 2004. ČEZ Arena havde plads til 9.800 tilskuere.

### Indledende runde
Holdene var inddelt i to grupper med otte hold. Holdene var blevet fordelt mellem de to grupper efter deres verdensranglisteplacering (angivet i parentes) efter VM 2014.
| Gruppe A      |
| ------------- |
| Sverige (1)   |
| Canada (4)    |
| Tjekkiet (5)  |
| Schweiz (7)   |
| Letland (9)   |
| Frankrig (12) |
| Tyskland (13) |
| Østrig (16)   |

| Gruppe B          |
| ----------------- |
| Finland (2)       |
| Rusland (3)       |
| USA (6)           |
| Slovakiet (8)     |
| Norge (10)        |
| Hviderusland (11) |
| Slovenien (14)    |
| Danmark (15)      |

I hver gruppe spillede de otte hold en enkeltturnering alle-mod-alle. De fire bedste hold i hver gruppe gik videre til kvartfinalerne, mens holdene der endte på ottendepladserne i de to puljer rykkede ned i 1. division gruppe A.

#### Gruppe A
Kampene i gruppe A blev spillet i O2 Arena i Prag.
| Kampe   | Kampe | Kampe               | Kampe | Kampe         | Kampe | Kampe |
| Dato    | Kl.   | Kamp                | Res.  | Perioder      | OT    | Str   |
| ------- | ----- | ------------------- | ----- | ------------- | ----- | ----- |
| 1. maj  | 16:15 | Canada – Letland    | 6−1   | 3-0, 2-0, 1-1 |       |       |
| 1. maj  | 20:15 | Tjekkiet – Sverige  | 5−6   | 1-2, 0-1, 4-2 | 0-0   | 0-1   |
| 2. maj  | 12:15 | Schweiz – Østrig    | 3−4   | 1-0, 1-1, 1-2 | 0-0   | 0-1   |
| 2. maj  | 16:15 | Frankrig – Tyskland | 1−2   | 0-1, 0-0, 1-1 |       |       |
| 2. maj  | 20:15 | Letland – Tjekkiet  | 2–4   | 1-0, 1-3, 0-1 |       |       |
| 3. maj  | 12:15 | Østrig – Sverige    | 1–6   | 0-3, 0-3, 1-0 |       |       |
| 3. maj  | 16:15 | Canada – Tyskland   | 10–01 | 4-0, 5-0, 1-0 |       |       |
| 3. maj  | 20:15 | Frankrig – Schweiz  | 1–3   | 0-1, 0-1, 1-1 |       |       |
| 4. maj  | 16:15 | Letland – Sverige   | 1–8   | 0-1, 1-3, 0-4 |       |       |
| 4. maj  | 20:15 | Canada – Tjekkiet   | 6–3   | 2-1, 1-1, 3-1 |       |       |
| 5. maj  | 16:15 | Schweiz – Tyskland  | 1–0   | 0-0, 0-0, 1-0 |       |       |
| 5. maj  | 20:15 | Østrig – Frankrig   | 0–2   | 0-0, 0-0, 0-2 |       |       |
| 6. maj  | 16:15 | Schweiz – Letland   | 1–2   | 0-0, 0-1, 1-0 | 0-1   |       |
| 6. maj  | 20:15 | Sverige – Canada    | 4–6   | 3-0, 1-3, 0-3 |       |       |
| 7. maj  | 16:15 | Tjekkiet – Frankrig | 5–1   | 0-0, 2-1, 3-0 |       |       |
| 7. maj  | 20:15 | Sverige – Tyskland  | 4–3   | 2-1, 0-1, 2-1 |       |       |
| 8. maj  | 16:15 | Tjekkiet – Østrig   | 4–0   | 0-0, 3-0, 1-0 |       |       |
| 8. maj  | 20:15 | Tyskland – Letland  | 2–1   | 0-1, 0-0, 2-0 |       |       |
| 9. maj  | 12:15 | Frankrig – Canada   | 3–4   | 1-2, 0-1, 2-1 |       |       |
| 9. maj  | 16:15 | Østrig – Letland    | 1–2   | 1-0, 0-1, 0-0 | 0-1   |       |
| 9. maj  | 20:15 | Sverige – Schweiz   | 2–1   | 1-0, 0-0, 0-1 | 1-0   |       |
| 10. maj | 16:15 | Tyskland – Tjekkiet | 2–4   | 1-1, 1-2, 0-1 |       |       |
| 10. maj | 20:15 | Schweiz – Canada    | 2–7   | 1-2, 0-3, 1-2 |       |       |
| 11. maj | 16:15 | Tyskland – Østrig   | 2–3   | 0-0, 0-1, 2-1 | 0-0   | 0-1   |
| 11. maj | 20:15 | Sverige – Frankrig  | 4–2   | 1-0, 1-2, 2-0 |       |       |
| 12. maj | 12:15 | Canada – Østrig     | 10–10 | 4-0, 2-0, 4-1 |       |       |
| 12. maj | 16:15 | Letland – Frankrig  | 2–3   | 1-0, 1-0, 0-2 | 0-0   | 0-1   |
| 12. maj | 20:15 | Tjekkiet – Schweiz  | 2–1   | 0-1, 0-0, 1-0 | 0-0   | 1-0   |

| Stilling   | Stilling | Stilling  | Stilling | Stilling |
| Hold       | Kampe    | Mål       | Mål±     | Point    |
| ---------- | -------- | --------- | -------- | -------- |
| Canada     | 7        | 149-140   | +35      | 21       |
| Sverige    | 7        | 134-190   | +15      | 16       |
| Tjekkiet   | 7        | 127-180   | +9       | 15       |
| Schweiz    | 7        | 12-18     | −6       | 10       |
| Tyskland   | 7        | 0011-2411 | −13      | 7        |
| Frankrig   | 7        | 013-201   | −7       | 5        |
| Letland    | 7        | 0011-2511 | −14      | 5        |
| Østrig (O) | 7        | 010-291   | −19      | 5        |

#### Gruppe B
Kampene i gruppe B spilledes i ČEZ Aréna i Ostrava.
| Kampe   | Kampe | Kampe                    | Kampe | Kampe         | Kampe | Kampe |
| Dato    | Tid   | Kamp                     | Res.  | Perioder      | OT    | Str   |
| ------- | ----- | ------------------------ | ----- | ------------- | ----- | ----- |
| 1. maj  | 16:15 | USA – Finland            | 5−1   | 1-0, 2-1, 2-0 |       |       |
| 1. maj  | 20:15 | Rusland – Norge          | 6−2   | 4-0, 2-2, 0-0 |       |       |
| 2. maj  | 12:15 | Slovakiet – Danmark      | 4−3   | 0-0, 0-1, 3-2 | 0-0   | 1-0   |
| 2. maj  | 16:15 | Hviderusland – Slovenien | 4−2   | 2-1, 1-0, 1-1 |       |       |
| 2. maj  | 20:15 | Norge – USA              | 1–2   | 1-1, 0-1, 0-0 |       |       |
| 3. maj  | 12:15 | Rusland – Slovenien      | 5–3   | 3-0, 1-2, 1-1 |       |       |
| 3. maj  | 16:15 | Hviderusland – Slovakiet | 1–2   | 0-0, 0-0, 1-1 | 0-1   |       |
| 3. maj  | 20:15 | Danmark – Finland        | 0–3   | 0-0, 0-3, 0-0 |       |       |
| 4. maj  | 16:15 | Rusland – USA            | 2–4   | 0-1, 1-1, 1-2 |       |       |
| 4. maj  | 20:15 | Norge – Finland          | 0–5   | 0-1, 0-2, 0-2 |       |       |
| 5. maj  | 16:15 | Danmark – Hviderusland   | 1–5   | 1-0, 0-3, 0-2 |       |       |
| 5. maj  | 20:15 | Slovakiet – Slovenien    | 3–1   | 0-1, 0-0, 3-0 |       |       |
| 6. maj  | 16:15 | Rusland – Danmark        | 5–2   | 2-0, 1-1, 2-1 |       |       |
| 6. maj  | 20:15 | Slovakiet – Norge        | 2–3   | 1-0, 1-2, 0-1 |       |       |
| 7. maj  | 16:15 | USA – Hviderusland       | 2–5   | 0-0, 1-3, 1-2 |       |       |
| 7. maj  | 20:15 | Finland – Slovenien      | 4–0   | 2-0, 2-0, 0-0 |       |       |
| 8. maj  | 16:15 | Slovenien – Norge        | 1–3   | 0-1, 1-2, 0-0 |       |       |
| 8. maj  | 20:15 | USA – Danmark            | 1–0   | 0-0, 1-0, 0-0 |       |       |
| 9. maj  | 12:15 | Hviderusland – Rusland   | 0–7   | 0-1, 0-3, 0-3 |       |       |
| 9. maj  | 16:15 | Finland – Slovakiet      | 3–0   | 0-0, 0-0, 3-0 |       |       |
| 9. maj  | 20:15 | Danmark – Norge          | 4–1   | 2-1, 1-0, 1-0 |       |       |
| 10. maj | 16:15 | Slovenien – USA          | 1–3   | 0-2, 1-0, 0-1 |       |       |
| 10. maj | 20:15 | Slovakiet – Rusland      | 2–3   | 1-0, 0-1, 1-1 | 0-1   |       |
| 11. maj | 16:15 | Finland – Hviderusland   | 3–2   | 0-0, 0-0, 2-2 | 0-0   | 1-0   |
| 11. maj | 20:15 | Slovenien – Danmark      | 1–0   | 1-0, 0-0, 0-0 |       |       |
| 12. maj | 12:15 | Norge – Hviderusland     | 2–3   | 0-1, 1-2, 1-0 |       |       |
| 12. maj | 16:15 | USA – Slovakiet          | 5–4   | 2-0, 2-4, 0-0 | 1-0   |       |
| 12. maj | 20:15 | Finland – Rusland        | 3–2   | 0-1, 1-0, 1-1 | 0-0   | 1-0   |

| Stilling      | Stilling | Stilling | Stilling | Stilling |
| Hold          | Kampe    | Mål      | Mål±     | Point    |
| ------------- | -------- | -------- | -------- | -------- |
| USA           | 7        | 122-140  | +8       | 17       |
| Finland       | 7        | 22-90    | +13      | 16       |
| Rusland (M)   | 7        | 130-160  | +14      | 15       |
| Hviderusland  | 7        | 120-190  | +1       | 14       |
| Slovakiet     | 7        | 17-19    | −2       | 9        |
| Norge         | 7        | 012-231  | −11      | 6        |
| Danmark       | 7        | 010-201  | −10      | 4        |
| Slovenien (O) | 7        | 09-22    | −13      | 3        |

### Slutspil
Slutspillet havde deltagelse af de fire bedste hold fra hver af de to indledende grupper.
| Dato         | Tid          | Kamp                  | Res.         | Perioder      | Spillested   |
| Kvartfinaler | Kvartfinaler | Kvartfinaler          | Kvartfinaler | Kvartfinaler  | Kvartfinaler |
| ------------ | ------------ | --------------------- | ------------ | ------------- | ------------ |
| 14. maj      | 15:15        | USA – Schweiz         | 3–1          | 0-1, 2-0, 1-0 | Ostrava      |
| 14. maj      | 16:15        | Canada – Hviderusland | 9–0          | 4-0, 2-0, 3-0 | Prag         |
| 14. maj      | 19:15        | Sverige – Rusland     | 3–5          | 0-2, 1-1, 2-2 | Ostrava      |
| 14. maj      | 20:15        | Finland – Tjekkiet    | 3–5          | 1-1, 1-2, 1-2 | Prag         |
| Semifinaler  |              |                       |              |               |              |
| 16. maj      | 15:15        | Canada – Tjekkiet     | 2–0          | 1-0, 1-0, 0-0 | Prag         |
| 16. maj      | 19:15        | USA – Rusland         | 0–4          | 0-0, 0-0, 0-4 | Prag         |
| Bronzekamp   |              |                       |              |               |              |
| 17. maj      | 16:15        | USA – Tjekkiet        | 3–0          | 2-0, 1-0, 0-0 | Prag         |
| Finale       |              |                       |              |               |              |
| 17. maj      | 20:45        | Canada – Rusland      | 6–1          | 1-0, 3-0, 2-1 | Prag         |

|  | Kvartfinaler | Kvartfinaler | Kvartfinaler |        |         | Semifinaler | Semifinaler | Semifinaler |  |  | Finale | Finale  | Finale |
|  |              |              |              |        |         |             |             |             |  |  |        |         |        |
|  | B1           | USA          | 3            |        |         |             |             |             |  |  |        |         |        |
|  | A4           | Schweiz      | 1            |        |         |             |             |             |  |  |        |         |        |
|  | A4           | Schweiz      | 1            |        | B1      | USA         | 0           |             |  |  |        |         |        |
|  |              |              |              |        | B1      | USA         | 0           |             |  |  |        |         |        |
|  |              | B3           | Rusland      | 4      |         |             |             |             |  |  |        |         |        |
|  | A2           | B3           | Rusland      | 4      | Sverige | 3           |             |             |  |  |        |         |        |
|  | A2           |              |              |        | Sverige | 3           |             |             |  |  |        |         |        |
|  | B3           | Rusland      | 5            |        |         |             |             |             |  |  |        |         |        |
|  |              |              |              |        |         |             |             |             |  |  | B3     | Rusland | 1      |
|  |              |              | A1           | Canada | 6       |             |             |             |  |  |        |         |        |
|  | A1           | Canada       | 9            |        |         |             |             |             |  |  |        |         |        |
|  | B4           | Hviderusland | 0            |        |         |             |             |             |  |  |        |         |        |
|  | B4           | Hviderusland | 0            |        | A1      | Canada      | 2           |             |  |  |        |         |        |
|  |              |              |              |        | A1      | Canada      | 2           |             |  |  |        |         |        |
|  |              | A3           | Tjekkiet     | 0      |         |             |             |             |  |  |        |         |        |
|  | B2           | A3           | Tjekkiet     | 0      | Finland | 3           |             |             |  |  |        |         |        |
|  | B2           |              |              |        | Finland | 3           |             |             |  |  |        |         |        |
|  | A3           | Tjekkiet     | 5            |        |         |             |             |             |  |  |        |         |        |

### Samlet rangering
| Plac.  | Hold         | Kommentar                                                                               |
| ------ | ------------ | --------------------------------------------------------------------------------------- |
| Guld   | Canada       | 25. VM-titel. Første titel siden 2007.                                                  |
| Sølv   | Rusland      | 7. VM-medalje inden for 10 år.                                                          |
| Bronze | USA          | Tangering af bedste VM-placering siden 1960.                                            |
| 4.     | Tjekkiet     | Nr. 4 for andet år i træk.                                                              |
| 5.     | Sverige      | Gik glip af semifinalen for blot anden gang siden 2000.                                 |
| 6.     | Finland      | Gik glip af semifinalen for første gang siden 2010.                                     |
| 7.     | Hviderusland | Tangering af bedste VM-placering siden 2006.                                            |
| 8.     | Schweiz      | Slået ud i kvartfinalen for første gang siden 2010.                                     |
| 9.     | Slovakiet    | Nr. 9 for andet år i træk.                                                              |
| 10.    | Tyskland     |                                                                                         |
| 11.    | Norge        |                                                                                         |
| 12.    | Frankrig     |                                                                                         |
| 13.    | Letland      | Tangering af holdets dårligste VM-placering, siden A-VM's udvidelse til 16 hold i 1998. |
| 14.    | Danmark      | Tangering af holdets dårligste VM-placering siden oprykningen til A-VM i 2003.          |
| 15.    | Østrig       | Nedrykning efter kun én sæson i A-VM for femte gang i træk.                             |
| 16.    | Slovenien    | Nedrykning efter kun én sæson i A-VM for fjerde gang i træk.                            |

### Medaljevindere
| Guld | Sølv | Bronze |
| --- | --- | --- |
| Canada | Rusland | USA |
| Martin Jones Mike Smith Dan Hamhuis Aaron Ekblad Jake Muzzin Tyson Barrie Patrick Wiercioch David Savard Brent Burns Taylor Hall Sean Couturier Matt Duchene Brayden Schenn Jordan Eberle Cody Eakin Claude Giroux Nathan Mackinnon Tyler Ennis Tyler Toffoli Ryan O'Reilly Sidney Crosby Jason Spezza Tyler Seguin | Konstantin Barulin Anton Khudobin Sergej Bobrovskij Dmitrij Kulikov Jegor Jakovlev Jevgenij Birjukov Maksim Tjudinov Anton Belov Jevgenij Medvedev Viktor Antipin Andrej Mironov Aleksandr Ovetjkin Artemi Panarin Sergej Mozjakin Jevgenij Malkin Viktor Tikhonov Sergej Plotnikov Danis Zaripov Nikolaj Kuljomin Artjom Anisimov Sergej Sjirokov Jevgenij Dadonov Vadim Sjipatjov Vladimir Tarasenko | Jack Campbell Alex Lyon Connor Hellebuyck Seth Jones Connor Murphy Mike Reilly John Moore, Jr. Zach Redmond Justin Faulk Torey Krug Jake Gardiner Jack Eichel Ben Smith Nick Bonino Steve Moses Jimmy Vesey Dylan Larkin Trevor Lewis Matt Hendricks Jeremy Morin Brock Nelson Charlie Coyle Mark Arcobello Dan Sexton Anders Lee |

### Hædersbevisninger[4]

#### MVP
Jaromir Jagr fra Tjekkiet blev af turneringsledelsen valgt som mesterskabets mest værdifulde spiller.

#### Bedste spillere
Valgt af turneringsledelsen.
| Position | Spiller      |
| -------- | ------------ |
| Målmand  | Pekka Rinne  |
| Back     | Brent Burns  |
| Forward  | Jason Spezza |

#### All star-hold
Valgt af medierne.
| Position | Spiller              |
| -------- | -------------------- |
| Målmand  | Connor Hellebuyck    |
| Backs    | Brent Burns          |
| Backs    | Oliver Ekman-Larsson |
| Forwards | Jaromir Jagr         |
| Forwards | Jason Spezza         |
| Forwards | Taylor Hall          |

## 1. division
1. division bestod af to grupper, der hver især var hhv. andet og tredje niveau i VM-hierarkiet.

### Gruppe A
1. division gruppe A var andet niveau af VM-hierarkiet. Turneringen havde deltagelse af seks hold, der spillede en enkeltturnering alle-mod-alle, og den blev afviklet i Tauron Arena i Krakow, Polen i perioden 19. - 25. april 2015.
Turneringen blev vundet af Kasakhstan, som dermed rykkede op i den bedste række igen efter blot én sæson i 1. division gruppe A. Det var i øvrigt tredje gang i træk, at kasakherne spillede sig til oprykning igen i sæsonen efter de var rykket ned fra topdivisionen. Den anden oprykningsplads gik til Ungarn, som sidst havde spillet i topdivisionen i 2009. Til gengæld rykkede Ukraine ned i 1. division gruppe B efter to sæsoner i 1. division gruppe A.
| Dato      | Tid   | Kamp                 | Res. | Perioder          |
| --------- | ----- | -------------------- | ---- | ----------------- |
| 19. april | 13:00 | Ungarn – Japan       | 4–2  | 1-1, 1-1, 2-0     |
| 19. april | 16:30 | Ukraine – Kasakhstan | 2–5  | 0-2, 0-1, 2-2     |
| 19. april | 20:00 | Polen – Italien      | 1–2  | 0-1, 1-1, 0-0     |
| 20. april | 13:00 | Kasakhstan – Ungarn  | 5–0  | 1-0, 3-0, 1-0     |
| 20. april | 16:30 | Italien – Ukraine    | 2–1  | 0-0, 1-1, 0-0 1-0 |
| 20. april | 20:00 | Japan – Polen        | 0–2  | 0-0, 0-0, 0-2     |
| 22. april | 13:00 | Kasakhstan – Japan   | 7–2  | 3-0, 0-0, 4-2     |
| 22. april | 16:30 | Italien – Ungarn     | 1–4  | 0-2, 0-0, 1-2     |
| 22. april | 20:00 | Polen – Ukraine      | 3–2  | 0-0, 1-0, 2-2     |
| 23. april | 13:00 | Japan – Italien      | 3–2  | 0-1, 1-0, 2-1     |
| 23. april | 16:30 | Ukraine – Ungarn     | 2–4  | 0-0, 2-1, 0-3     |
| 23. april | 20:00 | Kasakhstan – Polen   | 3–2  | 0-0, 2-1, 1-1     |
| 25. april | 13:00 | Japan – Ukraine      | 3–1  | 0-0, 3-1, 0-0     |
| 25. april | 16:30 | Italien – Kasakhstan | 0–3  | 0-1, 0-0, 0-2     |
| 25. april | 20:00 | Ungarn – Polen       | 2–1  | 0-0, 0-0, 2-1     |

| Hold           | Kampe | Mål     | Mål± | Point |
| -------------- | ----- | ------- | ---- | ----- |
| Kasakhstan (N) | 5     | 23-60   | +17  | 15    |
| Ungarn         | 5     | 114-110 | +3   | 12    |
| Polen (O)      | 5     | 9-9     | 0    | 6     |
| Japan          | 5     | 10-16   | −6   | 6     |
| Italien (N)    | 5     | 17-12   | −5   | 5     |
| Ukraine        | 5     | 18-17   | −9   | 1     |

### Gruppe B
1. division gruppe B var tredje niveau af VM-hierarkiet. Turneringen havde deltagelse af seks hold, der spillede en enkeltturnering alle-mod-alle, og den blev afviklet i arenaen IJssportcentrum Eindhoven i Eindhoven, Holland i perioden 13. – 19. april 2015. Turneringen blev vundet af Sydkorea, som dermed rykkede tilbage op i 1. division gruppe A efter blot én sæson på dette niveau. Til gengæld rykkede Holland ned i 2. division gruppe A.
| Dato      | Tid   | Kamp                      | Res. | Perioder          |
| --------- | ----- | ------------------------- | ---- | ----------------- |
| 13. april | 13:30 | Storbritannien – Kroatien | 3–2  | 0-1, 0-0, 2-1 1-0 |
| 13. april | 17:00 | Estland – Sydkorea        | 3–7  | 1-2, 1-3, 1-2     |
| 13. april | 20:30 | Holland – Litauen         | 0–1  | 0-1, 0-0, 0-0     |
| 14. april | 13:30 | Estland – Storbritannien  | 1–2  | 0-1, 1-0, 0-1     |
| 14. april | 17:00 | Kroatien – Litauen        | 4–1  | 0-1, 2-0, 2-0     |
| 14. april | 20:30 | Sydkorea – Holland        | 7–1  | 2-0, 3-1, 2-0     |
| 16. april | 13:30 | Litauen – Estland         | 6–1  | 2-0, 0-1, 4-0     |
| 16. april | 17:00 | Sydkorea – Storbritannien | 2–3  | 1-0, 1-2, 0-1     |
| 16. april | 20:30 | Kroatien – Holland        | 2–5  | 2-2, 0-1, 0-2     |
| 18. april | 13:30 | Litauen – Sydkorea        | 0–5  | 0-0, 0-3, 0-2     |
| 18. april | 17:00 | Kroatien – Estland        | 5–2  | 1-2, 2-0, 2-0     |
| 18. april | 20:30 | Storbritannien – Holland  | 3–2  | 3-1, 0-0, 0-1     |
| 19. april | 13:30 | Sydkorea – Kroatien       | 9–4  | 1-1, 5-2, 3-1     |
| 19. april | 17:00 | Litauen – Storbritannien  | 3–2  | 0-1, 2-0, 1-1     |
| 19. april | 20:30 | Holland – Estland         | 1–3  | 0-2, 1-0, 0-1     |

| Hold           | Kampe | Mål       | Mål± | Point |
| -------------- | ----- | --------- | ---- | ----- |
| Sydkorea (N)   | 5     | 1130-1100 | +19  | 12    |
| Storbritannien | 5     | 13-10     | +3   | 11    |
| Litauen        | 5     | 011-121   | −1   | 9     |
| Kroatien       | 5     | 017-201   | −3   | 7     |
| Estland (O)    | 5     | 10-21     | −11  | 3     |
| Holland        | 5     | 19-16     | −7   | 3     |

## 2. division
2. division bestod af to grupper, der hver især var hhv. fjerde og femte niveau i VM-hierarkiet.

### Gruppe A
2. division gruppe A var fjerde niveau af VM-hierarkiet. Turneringen havde deltagelse af seks hold, der spillede en enkeltturnering alle-mod-alle, og den blev afviklet i arenaen Laugardalur Arena i Reykjavik, Island i perioden 13. – 19. april 2015. Turneringen blev vundet af Rumænien, som dermed rykkede tilbage op i 1. division gruppe B efter blot én sæson på dette niveau. Til gengæld rykkede Australien ned i 2. division gruppe A.
| Dato      | Tid   | Kamp                  | Res.  | Perioder               |
| --------- | ----- | --------------------- | ----- | ---------------------- |
| 13. april | 13:00 | Spanien – Australien  | 6–1   | 2-1, 1-0, 3-0          |
| 13. april | 16:30 | Serbien – Rumænien    | 4–8   | 0-3, 2-3, 2-2          |
| 13. april | 20:00 | Island – Belgien      | 3–0   | 0-0, 0-0, 3-0          |
| 14. april | 13:00 | Rumænien – Australien | 5–1   | 2-0, 0-0, 3-1          |
| 14. april | 16:30 | Belgien – Spanien     | 6–2   | 3-0, 2-0, 1-2          |
| 14. april | 20:00 | Island – Serbien      | 4–5   | 2-2, 2-1, 0-2          |
| 16. april | 13:00 | Rumænien – Belgien    | 4–3   | 3-0, 0-2, 1-1          |
| 16. april | 16:30 | Serbien – Australien  | 3–4   | 1-1, 1-1, 1-1 0-0, 0-1 |
| 16. april | 20:00 | Island – Spanien      | 2–4   | 0-1, 1-1, 1-2          |
| 17. april | 13:00 | Belgien – Serbien     | 3–2   | 1-1, 1-1, 0-0 1-0      |
| 17. april | 16:30 | Spanien – Rumænien    | 1–7   | 0-2, 0-0, 1-5          |
| 17. april | 20:00 | Australien – Island   | 1–6   | 1-2, 0-2, 0-2          |
| 19. april | 13:00 | Serbien – Spanien     | 4–3   | 0-1, 1-2, 2-0 0-0, 1-0 |
| 19. april | 16:30 | Australien – Belgien  | 14–10 | 1-4, 1-3, 2-3          |
| 19. april | 20:00 | Rumænien – Island     | 3–2   | 1-0, 1-1, 0-1 1-0      |

| Hold         | Kampe | Mål       | Mål± | Point |
| ------------ | ----- | --------- | ---- | ----- |
| Rumænien (N) | 5     | 1127-1100 | +16  | 14    |
| Belgien      | 5     | 122-150   | +7   | 8     |
| Serbien      | 5     | 018-221   | −4   | 7     |
| Spanien (O)  | 5     | 016-201   | −4   | 7     |
| Island       | 5     | 17-13     | +4   | 7     |
| Australien   | 5     | 0011-3011 | −19  | 2     |

### Gruppe B
2. division gruppe B var femte niveau af VM-hierarkiet. Turneringen havde deltagelse af seks hold, der spillede en enkeltturnering alle-mod-alle, og den blev afviklet i arenaen Grandwest Ice Arena i Cape Town, Sydafrika i perioden 13. – 19. april 2015. Turneringen blev vundet af Kina, som dermed rykkede op i 2. division gruppe A. Til gengæld rykkede værtslandet Sydafrika ned i 3. division.
| Dato      | Tid   | Kamp                    | Res.  | Perioder               |
| --------- | ----- | ----------------------- | ----- | ---------------------- |
| 13. april | 13:00 | New Zealand – Israel    | 6–3   | 1-1, 3-1, 2-1          |
| 13. april | 16:15 | Bulgarien – Kina        | 13–10 | 1-3, 1-3, 1-4          |
| 13. april | 20:00 | Mexico – Sydafrika      | 4–1   | 1-0, 2-1, 1-0          |
| 14. april | 13:00 | Israel – Kina           | 3–4   | 0-1, 1-0, 2-2 0-0, 0-1 |
| 14. april | 16:15 | Mexico – New Zealand    | 3–5   | 1-2, 1-2, 1-1          |
| 14. april | 20:00 | Sydafrika – Bulgarien   | 1–2   | 0-0, 1-1, 0-1          |
| 16. april | 13:00 | Mexico – Bulgarien      | 9–1   | 3-0, 0-0, 6-1          |
| 16. april | 16:15 | New Zealand – Kina      | 4–7   | 1-2, 3-1, 0-4          |
| 16. april | 20:00 | Israel – Sydafrika      | 6–3   | 1-1, 4-0, 1-2          |
| 17. april | 13:00 | Kina – Mexico           | 5–2   | 2-0, 2-2, 1-0          |
| 17. april | 16:15 | Bulgarien – Israel      | 10–51 | 6-1, 2-2, 2-2          |
| 17. april | 20:00 | Sydafrika – New Zealand | 3–1   | 0-0, 2-0, 1-1          |
| 19. april | 13:00 | New Zealand – Bulgarien | 5–1   | 0-0, 2-1, 3-0          |
| 19. april | 16:15 | Israel – Mexico         | 3–6   | 1-1, 0-2, 2-3          |
| 19. april | 20:00 | Kina – Sydafrika        | 7–3   | 3-1, 3-2, 1-0          |

| Hold          | Kampe | Mål       | Mål± | Point |
| ------------- | ----- | --------- | ---- | ----- |
| Kina          | 5     | 133-150   | +18  | 14    |
| New Zealand   | 5     | 21-17     | +4   | 9     |
| Mexico        | 5     | 124-150   | +9   | 9     |
| Bulgarien (O) | 5     | 017-301   | −13  | 6     |
| Israel (N)    | 5     | 20-29     | −9   | 4     |
| Sydafrika     | 5     | 0011-2011 | −9   | 3     |

## 3. division
3. division var sjette og nederste niveau af VM-hierarkiet. Turneringen havde deltagelse af syv hold, der spillede en enkeltturnering alle-mod-alle, og den blev afviklet i arenaen İzmir Büyükşehir Belediyesi Buz Sporları Salonu i İzmir, Tyrkiet i perioden 3. – 12. april 2015. Turneringen blev vundet af Nordkorea, som dermed sikrede sig oprykning til 2. division gruppe B ved det efterfølgende VM.
Bosnien og Hercegovina deltog i VM for første gang siden 2008.
| Dato      | Tid   | Kamp                       | Res.    | Perioder               |
| --------- | ----- | -------------------------- | ------- | ---------------------- |
| 3. april  | 13:00 | Nordkorea – Bosnien-Herc.  | 13–01   | 3-0, 3-0, 7-0          |
| 3. april  | 16:30 | Luxembourg – Georgien      | 15–31   | 3-2, 3-1, 9-0          |
| 3. april  | 20:00 | Hongkong – FAE             | 8–3     | 1-0, 2-2, 5-1          |
| 4. april  | 13:00 | Georgien – Nordkorea       | 14–12   | 2-3, 1-5, 1-4          |
| 4. april  | 16:30 | FAE – Luxembourg           | 2–7     | 1-2, 0-2, 1-3          |
| 4. april  | 20:00 | Tyrkiet – Bosnien-Herc.    | 011–011 | 3-0, 4-0, 4-0          |
| 6. april  | 13:00 | Hongkong – Bosnien-Herc.   | 8–0     | 5-0, 2-0, 1-0          |
| 6. april  | 16:30 | Nordkorea – FAE            | 7–0     | 5-0, 1-0, 1-0          |
| 6. april  | 20:00 | Tyrkiet – Georgien         | 13–10   | 3-0, 6-0, 4-1          |
| 7. april  | 13:00 | Bosnien-Herc. – Luxembourg | 0–5     | 0-3, 0-1, 0-1          |
| 7. april  | 16:30 | Georgien – Hongkong        | 113–110 | 1-3, 1-4, 1-4          |
| 7. april  | 20:00 | FAE – Tyrkiet              | 10–15   | 0-7, 0-3, 0-5          |
| 9. april  | 12:30 | Georgien – Bosnien-Herc.   | 4–1     | 1-1, 0-0, 3-0          |
| 9. april  | 16:00 | Tyrkiet – Hongkong         | 10–10   | 3-0, 5-1, 2-0          |
| 9. april  | 19:30 | Nordkorea – Luxembourg     | 5–2     | 1-1, 1-0, 3-1          |
| 10. april | 12:30 | Bosnien-Herc. – FAE        | 2–5     | 0-2, 2-0, 0-3          |
| 10. april | 16:00 | Luxembourg – Tyrkiet       | 5–7     | 2-0, 2-3, 1-4          |
| 10. april | 19:30 | Hongkong – Nordkorea       | 0–9     | 0-3, 0-3, 0-3          |
| 12. april | 11:00 | FAE – Georgien             | 4–5     | 1-2, 1-0, 2-2 0-0, 0-1 |
| 12. april | 14:30 | Luxembourg – Hongkong      | 5–2     | 2-1, 2-0, 1-1          |
| 12. april | 18:00 | Tyrkiet – Nordkorea        | 3–4     | 1-2, 0-0, 2-1 0-1      |

| Hold                       | Kampe | Mål       | Mål± | Point |
| -------------------------- | ----- | --------- | ---- | ----- |
| Nordkorea                  | 6     | 50-90     | +41  | 17    |
| Tyrkiet (N)                | 6     | 1159-1100 | +48  | 16    |
| Luxembourg                 | 6     | 139-190   | +20  | 12    |
| Hongkong                   | 6     | 30-30     | 0    | 9     |
| Georgien                   | 6     | 20-56     | −36  | 5     |
| Forenede Arabiske Emirater | 6     | 014-441   | −30  | 4     |
| Bosnien & Hercegovina (ny) | 6     | 03-46     | −43  | 0     |